# Аржаников, Иван Владимирович
Иван Владимирович Аржаников (род. 23 июня 1994 года, Петропавловск, Северо-Казахстанская область, Казахстан) — казахстанский конькобежец, участник зимних Олимпийских игр 2022 года.

## Биография
На зимних Олимпийских играх 2022 года принял участие в соревнованиях на дистанции 500 метров. Аржаников пробежал эту дистанцию за 35,82 секунд в паре с британцем Корнелиусом Керстеном. С этим результатом Аржаников занял 28-е место.